# القائات

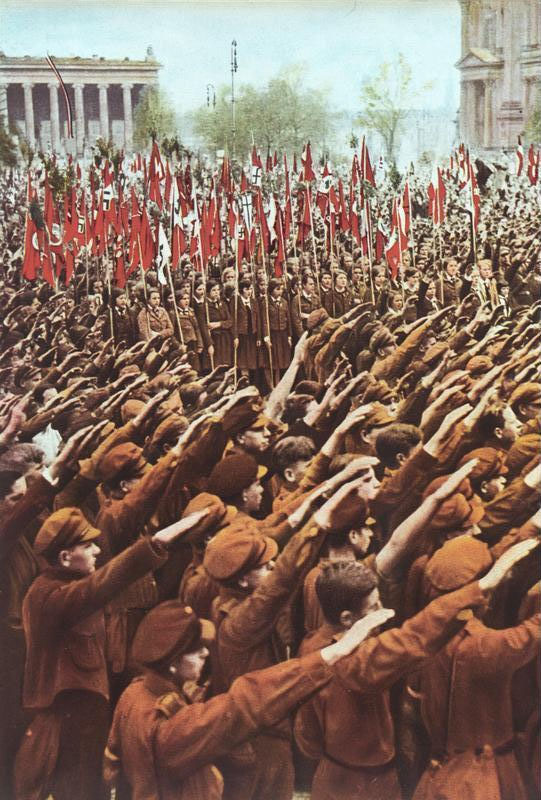
اعضای جوانان آدولف هیتلر که در مراسم تظاهرات در پارک لوستگارتن در برلین، ۱۹۳۳، درود نازی‌ها را اجرا کردند.

القا (در زبان‌های غربی اینْداکْتْرینِیشِن، به انگلیسی Indoctrination) فرایند ایجاد ایده‌ها، نگرش، شناخت یا روش‌شناسی حرفه‌ای (دکترین را ببینید) به ذهن یک فرد است. انسان‌ها حیواناتی اجتماعی هستند که پیش‌زمینهٔ فرهنگ به‌طور ناگزیر بر آنان اثر دارد و بدین ترتیب درجاتی از القائات در رابطهٔ کودک-والد به‌طور ضمنی وجود دارد، و کارکردی حیاتی در شکل‌دادن به اجتماعات پایداری دارد که ارزش‌های مشترکی دارند.
در پیش زمینهٔ سیاسی، القائات اغلب به عنوان ابزاری برای مبارزه طبقاتی مورد تحلیل قرار می‌گیرد که در آن نهادهای دولت برای حفظ وضع موجود «در حال توطئه» دانسته می‌شوند.